# (4872) Grieg
(4872) Grieg (1989 YH7) – planetoida z pasa głównego asteroid okrążająca Słońce w ciągu 4,51 lat w średniej odległości 2,73 j.a. Odkryta 25 grudnia 1989 roku.